# Pterolophia quadrifasciata
Pterolophia quadrifasciata là một loài bọ cánh cứng trong họ Cerambycidae.